# Аренстоф, Ханс Адольф фон
Ханс Адольф фон Аренстоф-Ойле (нем. Hans-Adolf von Arenstorff-Oyle; 18 октября 1895, Марклоэ, Нижняя Саксония — 5 мая 1952, с. Бранцовка, Краснопольский район, Сумская область Украинская ССР) — военачальник нацистской Германии, генерал-майор вермахта.

## Биография
Представитель рода фон Аренстофы. Землевладелец, помещик. Участник Первой мировой войны. В чине фанен-юнкера служил во 2-м ганноверском драгунском полку прусской армии. В мае 1915 года стал лейтенантом.
После окончания войны продолжил службу в рейхсвере. В чине капитана командовал эскадроном 18-го кавалерийского полка.
В вермахте Аренсторф служил командиром 79-го стрелкового полка, затем 16-й стрелковой бригады. Участник Второй мировой войны. В январе 1942 года был награждён военным орденом Немецкий Крест в золоте.
В ноябре 1942 года полковник Аренсторф назначен командиром 60-й пехотной дивизии, которая принимала участие в боях под Сталинградом, в конце 1942 года попала в окружение и была уничтожена.
1 февраля 1943 года во время Сталинградской битвы был взят в плен. Находясь в советском плену, получил звание генерал-майора.
В СССР был осуждён за военные преступления и приговорён к 25 годам исправительно-трудовых лагерей.
Умер 5 мая 1952 года в Сумском лагере военнопленных № 134 (село Бранцовка, Краснопольский район, Сумская область, Украинская ССР) 5.05.1952 г.